# هيل نيلسن
هيل نيلسن (بالدنماركية: Helle Nielsen)‏ هي لاعبة كرة الريشة دنماركية، ولدت في 20 يوليو 1981 في Brøndby Municipality ‏ في الدنمارك.

## وصلات خارجية
- هيل نيلسن على موقع BWF.tournamentsoftware.com (الإنجليزية)
- هيل نيلسن على موقع BWFbadminton.com (الإنجليزية)